# Trichoncoides pilosus
Espèce
Trichoncoides pilosus est une espèce d'araignées aranéomorphes de la famille des Linyphiidae.

## Distribution
Cette espèce est endémique de Provence-Alpes-Côte d'Azur en France. Elle se rencontre en Camargue dans les Bouches-du-Rhône.

## Publication originale
- Denis, 1950 : Araignées de France. III. Araignées de Camargue. Revue française d'entomologie, vol. 17, no 1, p. 62-78.